# Ауксохроми
Ауксохро́ми — атоми або групи в молекулі, що істотно впливають на інтенсивність абсорбції молекули, зокрема, на інтенсивність кольору барвника при наявності хромофора, і цим посилюють колір барвника. При наявності в молекулі ауксохромів різного типу (донорних та акцепторних), що мають спільну систему спряжених π-зв'язків, речовина може бути барвником без хромофорів.
Приєднуючись до хромофорів, вони легко віддають або приймають електрони і цим посилюють колір барвника. Також ауксохроми спричинюють батохромний зсув та/або гіперхромний ефект у певній смузі хромофора (здебільшого у нижчих частотах).
До ауксохромних груп належать електронодонори –OR, –SR, –NR2 (де R — H, Alk).
Нині цей термін є застарілим.